# Алиев, Багавудин Расулович
Багавудин Расулович Алиев (род. 20 июня 1955, Дышни-Ведено, Веденский район, ЧИАССР) — российский профессиональный дипломат, Генеральный консул Российской Федерации, член Союза журналистов России, автор ряда монографий.

## Биография
Выходец из селения Акнада Цумадинского района Республики Дагестан. Окончил школу-интернат г. Иваново. 
На дипломатической службе - с 1987 года, более четверти века работал на ответственных дипломатических должностях в посольствах СССР и России в Сирии, Ливии, Саудовской Аравии, постоянном представительстве России при Организации исламского сотрудничества. В разное время работал в госкомитете по внешнеэкономической деятельности и министерстве по национальной политике и внешним связям Республики Дагестан. 
В 2012-2016 гг. - руководил представительством МИД России в Махачкале.
Окончил Институт стран Азии и Африки при МГУ им. М.В.Ломоносова в 1981 г., Высшие дипломатические курсы при Дипломатической академии МИД РФ. Имеет дипломатический ранг советника 1 класса, соотносится воинскому званию генерал-майора. 
Кандидат исторических наук. Владеет арабским и английским языками.
С 10 февраля 2016 года — Генеральный консул Российской Федерации в Джидде, Саудовская Аравия.
С 9 октября 2019 года Чрезвычайный и Полномочный Посланник 2 класса, соответствует званию Генерал-лейтенанта.

## Награды
- Грамота Оргкомитета Олимпиады-80 в Москве,
- Медаль «200 лет МИД России»,
- Медаль «200 лет Консульской службе МИД России»,
- Почетная грамота Главы Республики Дагестан,
- Орден «За заслуги перед Республикой Дагестан» (2025)[4],
- Почётная грамота Правительства Республики Дагестан,
- Медаль ордена «За заслуги перед Отечеством» II степени (20 июля 2020) — за большой вклад в реализацию внешнеполитического курса Российской Федерации и многолетнюю дипломатическую службу[5],
- Орден «Честь и гордость Дагестана – золотой орёл».

## Дипломатический ранг
- Советник 1 класса, присвоенный в апреле 2018 г.
- Чрезвычайный и Полномочный Посланник 2 класса (9 октября 2019 г.)

## Семья
Женат, имеет сына, трех дочерей и пять внуков.